# Kornelia Kohler
Kornelia Kohler ist eine ehemalige deutsche Handballspielerin.

## Werdegang
Kohler spielte für den TSV GutsMuths in Berlin, 1977 nahm sie mit der Auswahl des Deutschen Handballbundes an der Juniorinnenweltmeisterschaft in Rumänien teil. Auf Vereinsebene spielte sie später für den SSC Südwest Berlin in der Bundesliga. Eine weitere Station auf Vereinsebene wurde der TSV Nördlingen.
1982 gehörte sie zum bundesdeutschen Aufgebot für die Weltmeisterschaft in Ungarn, dort erreichte man den neunten Platz.